# 恩格列淨
恩格列淨 (英文：Empagliflozin)，商品名為「Jardiance」，中文商名為「欧糖静」(大陆地区)、「恩排糖」(台灣地区) 或「適糖達」(香港地区)，屬於新一代SGLT2抑制劑 (第二型鈉-葡萄糖轉運蛋白抑制劑)，於2014年8月獲美國食品及藥物管理局 (FDA) 核准，后于2017年9月在中国大陆获批上市。在配合飲食控制及運動下，用於治療成年人二型糖尿病。恩格列淨能減低腎臟將葡萄糖重新回收到血液中的能力，並令糖分經由尿液排出體外，有助顯著降低患者血糖水平、腎病與心血管疾病風險、超重及血壓。有別於現時用於治療二型糖尿病的其他口服藥物，恩格列淨是首隻SGLT2類降糖藥完成心血管預後研究，更是唯一一隻口服降糖藥被研究証實有控糖、護心、保腎及減重四重療效。　

## 作用機制
二型糖尿病患者由於身體的SGLT2過於活躍，令體內的血糖持續處於過高水平。「恩格列淨」則能減低腎臟將葡萄糖重新回收到血液中的能力，並令糖分經由尿液排出體外。
SGLT2 (第二型鈉-葡萄糖轉運蛋白) 是一種「轉運蛋白」，主要將葡萄糖和鈉穿越細胞，從身體一個部分轉運到另一個部分大部份SGLT2(鈉葡萄糖共轉運體2)都是位於近端腎小管細胞中S1段和S2段的刷狀緣膜，負責將腎臟中90%的葡萄糖重新吸收，繼而促進葡萄糖穿過腎臟細胞，再吸收到血液中。
對健康人士而言，幾乎所有已過濾的葡萄糖都會被SGLTs (第二型鈉-葡萄糖轉運蛋白) 重新吸收到近端腎小管 (約90％被SGLT2吸收，其餘10％被SGLT1吸收)，然後返回到血液中。當血糖低於某一水平，腎臟會吸收葡萄糖，因此尿液中幾乎不會含有糖份。
至於糖尿病患者，由於其血糖濃度已超過一般的水平，令葡萄糖必須通過尿液排出體外。在二型糖尿病 (T2D) 患者體內，SGLT2有可能過於活躍，導致腎臟重新吸收過多葡萄糖，令血糖水平過高。
抑制SGLT2可減少近端腎小管重新吸收葡萄糖至血液的份量，增加尿糖排泄量、熱量流失和滲透性利尿。因此，抑制SGLT2(對血糖、體重和血壓，均有顯著改善作用。

## 療效
若患者嘗試控制飲食及多做運動後，仍不能控制血糖水平，便可根據以下情況每日服用一次10毫克或25毫克的「恩格列淨」：
患者對常用控糖藥物「甲福明」(Metformin) 的耐受性不足，因而無法服用「甲福明」，可單獨使用「恩格列淨」。而使用其他降糖藥物(包括胰島素注射)後，血糖水平仍未達標，亦可於原有藥物之上加入「恩格列淨」。
「恩格列淨」(Empagliflozin)除了有助改善及控制患者的血糖水平，亦會降低患上腎病與心血管疾病風險，更可使超重、腰圍及血壓明顯下降。

### 控糖療效
「恩格列淨」能透過抑制腎小管裡的SGLT2蛋白，阻截腎臟對糖份的回收，而多餘的糖份將經由尿液排出體外，從而幫助管理血糖。因此，「恩格列淨」能在不依賴胰島素的情況下，顯著改善血糖水平，使糖化血紅素 (HbA1c) 指數達至理想水平。

### 降低心血管及死亡風險療效
有別於現時用於治療二型糖尿病的口服藥物，「恩格列浄」成為目前唯一在心血管預後研究中被證實可降低心血管風險的口服降糖藥。
據大型國際研究EMPA-REG OUTCOME®得出的結果証實，在心血管事件風險較高的2型糖尿病成人患者中，加入「恩格列淨」在標準治療基礎上能顯著降低心血管風險。由此，「恩格列淨」成為目前唯一在心血管預後研究中被證實可降低心血管風險的口服降糖藥。
EMPA-REG OUTCOME®是一項長期臨床研究，涉及42個國家的逾7000名心血管事件風險較高的2型糖尿病成人患者。在這些患者中，逾半患病超過10年，超過99%患有心臟病，逾三成患有腎病。患者被隨機分為三組，分別是對照組別、服用10毫克「恩格列淨」及服用25毫克「恩格列淨」，以探討「恩格列淨」治療對於心血管事件及腎臟的影響。 以下是有關心血管風險結果，研究証實「恩格列淨」能顯著降低降:
- 14%綜合心血管疾病風險
- 38%心血管疾病死亡風險
- 32%全因死亡的風險
- 35%因心臟衰竭而住院的風險患者

#### 糖尿心
心血管事件風險較高的2型糖尿病患者的平均預期壽命縮短達12年，近50%的2型糖尿病患者的死亡事件都是由心血管疾病導致。事實上，心血管疾病一直是二型糖尿病患者的頭號殺手。  在此項研究証實，「恩格列淨」預防了三分之一的心血管死亡事件，是唯一在心血管預後研究中能証實能同時降低心血管風險和心血管死亡的降糖藥。

### 減低出現腎病風險療效
於腎臟健康「糖尿腎」方面，研究証實「恩格列淨」能顯著降減少:
- 引發新的腎病或減低其惡化機會高達39%
- 糖尿腎病惡化風險達42%
- 最終須要接受透析治療的機會高達55%
- 能顯著減慢患者隨時間而出現腎功能下降的情況

#### 糖尿腎
糖尿病患者患上腎病的機會比非糖尿病人士高出許多，當中約一半二型糖尿病患者受到影響。在晚期時，腎病更可能會導致腎衰竭，患者必須接受透析治療或腎臟移植。腎功能下降除了和患者的壽命較平均壽命為短有關外，亦會增加其他和糖尿病相關併發症的風險，例如低血糖和心血管疾病。

### 管理超重療效
研究証實「恩格列淨」可為糖尿患者減去平均2至3公斤，及2厘米腰圍。
以上研究結果所顯示的安全性特徵和既往研究結果一致，已於國際糖尿病研究學會年會上公佈，並同時發表在《新英格蘭醫學雜誌》。

## 安全性與耐受性[24][25][26][27][28][29]
到目前為止，臨床測試數據均顯示「恩格列淨」(Empagliflozin) 有助顯著改善及控制血糖水平，患者的體重及血壓亦會明顯下降。
除此之外，研究亦重點關注治療會否增加有關生殖道感染的不良風險。結果顯示，「恩格列淨」 (Empagliflozin) 導致尿道感染的比率與安慰劑相若。與此同時，「恩格列淨」(Empagliflozin) 引致低血糖症的發生率亦與安慰劑相若，但此研究排除了患者曾接受磺脲類和胰島素的治療背景。
第三期臨床測試主要評估「恩格列淨」(Empagliflozin) 作為單一治療方案時或與其他降糖藥物 (包括二甲雙胍，磺脲類和胰島素) 合併時使用時的成效、安全性及患者耐受性。該項目招收了超過14,500患者，並結合了10次以上的跨國臨床試驗，其中包括一個大型心血管風險評估。結果發現，患者服用10毫克或和25毫克「恩格列淨」後，血糖、體重及血壓均較研究基線數據顯著降低。此外，研究亦顯示，大部分單一服用「恩格列淨」的患者均沒有出現體重增加、低血糖或腸胃問題等副作用 。而常見副作用則為生殖道感染、尿道感染及小便次數增加等，其中女性患者出現生殖道感染和泌尿道感染較男性患者為高。